# Andry Rajoelina
Pour les articles homonymes, voir Rajoelina.
Dans le nom malgache Rajoelina Andry, le nom de famille précède le prénom, mais cet article utilise l’ordre habituel en français Andry Rajoelina, où le prénom précède le nom.
Andry Rajoelina (/ˈand͡ʒʲ rad͡zˈwelnə/), né le 30 mai 1974 à Antsirabe, est un homme d'État franco-malgache. Il est le chef de l'État de Madagascar de 2009 à 2014 en tant que président de la Transition puis président de la République depuis 2019.
Chef d’entreprise, il est élu maire d'Antananarivo en 2007. Il mène le mouvement de contestation aboutissant à la crise politique de 2009 et au renversement du président Marc Ravalomanana. À la suite de ces événements, considérés comme une arrivée au pouvoir anti-constitutionnelle par plusieurs pays, il devient président de la Haute autorité de la transition et chef de l'État de facto. Il quitte le pouvoir en 2014, après avoir accepté de ne pas se présenter à l'élection présidentielle de 2013 dans le cadre d'un accord politique.
Candidat à l'élection présidentielle de 2018, il l'emporte au second tour face à Marc Ravalomanana. Son mandat est notamment marqué par la gestion de la pandémie de Covid-19, au cours de laquelle il promeut des traitements controversés, par la famine de 2021 dans le sud du pays et par le cyclone Batsirai, qui frappe l'île au début de l'année 2022. Mais aussi par l'affaire des Predator Files et le non respect des droits humains, en particuliers de la liberté d'expression, d'association et de réunion,.
Il démissionne deux mois avant l'élection présidentielle de 2023, comme exigé par la Constitution afin de pouvoir se représenter. Il est réélu de manière contestée dès le premier tour, l'opposition ne reconnaissant pas les résultats.

## Situation personnelle

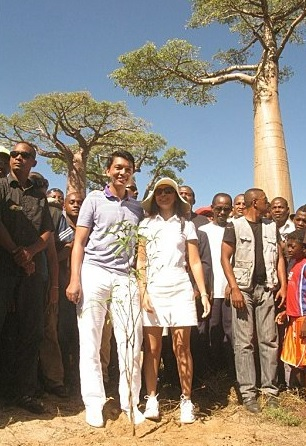
Andry et Mialy Rajoelina (son épouse) à l'occasion de la journée nationale du reboisement 2012 de Madagascar.

### Origines
Andry Nirina Rajoelina est né au sein de l'ethnie merina des Hauts-Plateaux de Madagascar. Son père, le colonel Roger Yves Rajoelina, est officier dans l'armée malgache.
Outre la nationalité malgache, Andry Rajoelina détient la nationalité française depuis le 21 novembre 2014, de même que sa femme Mialy Razakandisa ainsi que leurs trois enfants. La famille vit alors en France après le retrait temporaire de la sphère politique malgache d'Andry Rajoelina, président de la Haute Autorité de transition de 2009 à 2013, avant son élection à la présidence en 2018. Andry Rajoelina avance avoir bénéficié de la nationalité française par le biais d'une naturalisation par filiation, son arrière-grand-père ayant la nationalité,. La naturalisation est cependant suspectée d'avoir été le fruit de négociations visant à faciliter son départ du pouvoir. Si la binationalité française est très courante à Madagascar, Andry Rajoelina garde la sienne secrète jusqu'à ce qu'elle soit mise au jour en juin 2023, provoquant une polémique. Cette dissimulation est alors jugée politique, l'association avec l'ancienne puissance coloniale allant à l'encontre de la politique nationaliste du président, qui le voit notamment revendiquer les îles Éparses françaises.

### Carrière professionnelle
En 1994, Andry Rajoelina commence sa carrière comme entrepreneur événementiel. Il organise ainsi les événements les plus courus de la capitale malgache et lance le concept des soirées « Live »,,.
En 1998, grâce au soutien de la société de capital-risque Fiaro, filiale de la compagnie d'assurances de l'État ARO, il crée l'entreprise d'impression numérique et de gestion de panneaux publicitaires Injet, et en devient ensuite propriétaire à 100 %. Celle-ci est la première entreprise à Madagascar à acquérir la technologie d'impression grand format, ce qui lui permet de rapidement dominer le marché de l'affichage publicitaire. Il rachète aussi la société Domapub spécialisée dans la publicité et la communication.
En 2003, Andry Rajoelina est nommé meilleur manager de l'année par la BNI, et gagne un crédit à taux zéro auprès de cette banque en récompense. Il investit alors dans un parc de panneaux publicitaires Trivision lumineux, mais l'année suivante, les autorités malgaches lui refusent la pose de ces nouveaux panneaux.
En 2007, Andry Rajoelina élargit ses investissements dans les médias en rachetant la radio et chaîne de télévision Ravinala, propriété de l'homme politique Norbert Ratsirahonana, qu'il rebaptise Viva.

### Vie privée et familiale
En 2000, il se marie avec Mialy Razakandisa, fille de la femme d'affaires Nicole Razakandisa (morte en 2012). Le couple a trois enfants : deux garçons et une fille.
Au cours de sa carrière dans l'événementiel, Andry Rajoelina participe aussi à l'animation des soirées qu'il organise, ce qui lui vaut le surnom de « DJ »,,.

## Parcours politique

### Maire d'Antananarivo
Le 3 novembre 2007, Andry Rajoelina annonce qu’il est candidat à la mairie de la capitale de Madagascar, et crée l'association Tanora malaGasy Vonona (« Jeunes Malgaches déterminés ») ou TGV. Il se déclare indépendant et non affilié à l'opposition. Le 12 décembre 2007, il est élu maire de Tananarive avec 63,3 % des voix face au candidat du parti au pouvoir Tiako I Madagasikara (TIM), parti favori.
Andry Rajoelina annonce que la mairie est endettée à hauteur de 8,2 milliards de MGA (environ 3 millions d'euros). Au début de janvier 2008, des coupures de l'éclairage public et de l'approvisionnement en eau des bornes fontaines perturbent la stabilité de la ville. La JIRAMA, « JIro sy RAno MAlagasy », compagnie nationale d'électricité (Jiro, littéralement « lumière ») et d'eau (Rano), réclame à la commune des arriérés de paiements s'élevant à 3,3 milliards MGA. Déduits de 717 millions MGA de taxe communales, les arriérés sont ramenés à 2,58 milliards MGA (environ 950 000 €). Il s'avère par la suite que la JIRAMA doit elle-même une somme plus importante à la mairie que ce qu’elle lui réclamait, ce qui permit de résoudre instantanément une coupure d’eau de 5 jours dans la ville.
Lors de son mandat, il pilote l'informatisation des services de la mairie. Il promet l'installation d’un représentant de la mairie dans tous les conseils de quartier pour prévenir les phénomènes de corruption. En 2008, il lance les travaux de reconstruction de l'Hôtel de ville d'Antananarivo, incendié 36 ans plus tôt, et propose une collecte communale à Marc Ravalomanana pour réunir les fonds nécessaires aux travaux de finitions.
À la tête de la capitale, il affirme que les pratiques du pouvoir entravent administrativement et financièrement l'exercice de son mandat. C'est le début du bras-de-fer entre Andry Rajoelina et Marc Ravalomanana. Le 17 décembre 2008, après l'arrêt des émissions de la chaîne de télévision Viva TV, ordonné par le gouvernement à la suite de la diffusion de l'interview de l'ancien président Didier Ratsiraka, Andry Rajoelina exige la réouverture de sa chaîne télévisée et lance un ultimatum au gouvernement qui expire le 13 janvier 2009. Il prend alors la tête d'un vaste mouvement de contestation du régime Ravalomanana dans la capitale.

### Président de la Haute Autorité de transition

#### Crise de 2009
Andry Rajoelina s'inscrit dans l'opposition politique depuis son projet de panneaux publicitaires lumineux trivision bloqués en 2003 par les autorités gouvernementales, et de la coupure d'eau générale de 5 jours suivant son accession à la mairie. De nombreux industriels malgaches lésés par l'État-Tiko se sont rangés derrière Andry Rajoelina qui personnifie la fronde anti-présidentielle, surtout à la suite des fermetures par les autorités de sa télévision et de sa radio Viva les 17 décembre 2008 et 26 janvier 2009.
Le 17 janvier 2009, Andry Rajoelina dénonce les emplois fictifs de sa mairie servant à rémunérer les cadres de la société Alma, et présente une liste des infractions du président Ravalomanana dont la facture s'élève à 240 milliards d'ariary. Le 26 janvier, il appelle à une grève générale qui dégénère en émeutes et en pillages, notamment des sociétés liées au groupe Tiko. Le 31 janvier, Andry Rajoelina s'autoproclame « en charge des affaires du pays »,, accusant le président Ravalomanana de haute trahison et de violations graves et répétées de la Constitution, et invoquant l'article 126 de ce texte pour lui faire retirer légalement ses pouvoirs. Le 2 février, il dépose une demande officielle de destitution du président Ravalomanana. Le 3 février, il est destitué de ses fonctions de maire d'Antananarivo par le ministère de l'Intérieur.
Le 7 février 2009, maintenant sa demande de destitution du président de la République, Andry Rajoelina organise une nouvelle manifestation sur la place du 13-Mai. Les dirigeants du « mouvement orange » proclament la mise en fonction d’une Haute autorité de la transition avec Andry Rajoelina à sa tête. Les partisans se dirigent ensuite vers le palais présidentiel, pourtant classé zone rouge par les autorités, pour faire valoir leurs revendications. Plusieurs dizaines de manifestants sont tués par les tirs de la garde présidentielle.
Le 6 mars 2009, sous le coup d'un mandat d'arrêt, Andry Rajoelina se réfugie à l'ambassade de France,. La semaine suivante, les représentants de l'armée malgache transmettent à la télévision un ultimatum de 72 heures aux autorités politiques pour trouver une sortie de crise,. Le 17 mars 2009, l'armée envahit le palais présidentiel déjà abandonné par le gouvernement et son président, réfugié dans une résidence hors de la ville et ayant annoncé dans la matinée sa démission,. L'Union africaine condamne l'invasion du palais présidentiel, la qualifiant de « tentative de coup d'État ». Rajoelina insiste sur le fait que la capture du palais n'était pas un coup d'État. Le 18 mars, le directoire militaire désigne Andry Rajoelina pour diriger la transition politique,. Le Parlement démocratiquement élu est suspendu. Le 19 mars, la Cour constitutionnelle entérine cette nomination.

#### Débuts
Le 21 mars 2009, Andry Rajoelina prête serment en qualité de président de la Haute Autorité de la transition dans le stade municipal de Mahamasina à Antananarivo. La communauté internationale demande alors que se tiennent des élections le plus rapidement possible pour rétablir l'ordre démocratique et constitutionnel. Le 8 août 2009, sous la pression de la SADC, des accords de partage du pouvoir avec les factions des anciens présidents Marc Ravalomanana, Didier Ratsiraka et Albert Zafy sont signés, appelés « accords de Maputo » ainsi qu'un acte additionnel à Addis-Abeba.
Dès le début de la crise, les États-Unis sont hostiles au mouvement de contestation populaire mené par Andry Rajoelina, voyant d’un mauvais œil le départ d'un président souvent aligné avec les intérêts économiques américains. Après l'investiture d'Andry Rajoelina à la présidence de la transition le 17 mars 2009, Washington coupe ses aides non humanitaires et suspend les programmes AGOA et MCC de Madagascar. Le 17 février 2009, Niels Marquardt, alors ambassadeur des États-Unis à Madagascar, qualifie Andry Rajoelina d'« idéaliste, émotif et inflexible », et affirme: « Sachant qu’il n’obtiendra jamais cela (le pouvoir) en négociant, il choisit la rupture avec une approche de confrontation ». La France ne reconnaît pas tout de suite la légitimité du mouvement de 2009, mais maintient ses aides au nouveau gouvernement de transition. L'Union africaine suspend l'adhésion de Madagascar à l'organisation. La Communauté de développement d'Afrique australe (SADC) ne reconnaît pas non plus la nouvelle présidence de transition. D'abord interdit à la tribune de l'Onu en 2009, Andry Rajoelina intervient lors de la 66e session de l’Assemblée générale des Nations unies le 23 septembre 2011 à New York, marquant ainsi la reconnaissance internationale de son statut de président de la Haute Autorité de la Transition de la république de Madagascar. Le lendemain, il est reçu par Ban Ki-moon, alors secrétaire général de l’ONU, pour discuter de la mise en place de la feuille de route du 16 septembre 2011.
Andry Rajoelina rejette la notion de coup d'État et parle de « soulèvement populaire ». Il argumente que l’événement aurait été un coup d'État si le précédent président n'avait pas démissionné, et rappelle la légalité du transfert du pouvoir corroboré par l'ordonnance 2009-001 du 17 mars 2009. Il affirme également que la seule entorse constitutionnelle lors de la passation a été réalisée par son opposant, qui aurait dû légalement remettre le pouvoir au Sénat, et non à un directoire militaire. Le chercheur Adrien Ratsimbaharison considère aussi que « cette thèse du coup d’État était le cheval de bataille des partisans de l’ancien président (ce serait en fait la pièce maîtresse même de leur stratégie de reconquête du pouvoir) ». A contrario, le constitutionnaliste Jean-Éric Rakotoarisoa concède qu'il s'agit d'un coup d'État, Le Monde rappelant également que le camp de Rajoelina a voulu lui donner des « apparences légales », bien que soutenu par l'armée.

#### Politiques menées
Dès son accession au pouvoir, il annule la gigantesque cession agricole promise à Daewoo par son prédécesseur.
Le 22 décembre 2009, Andry Rajoelina dénonce les accords de Maputo 1. Les parties concernées ont du retourner à Maputo pour trouver un nouveau consensus en vue des Accords de Maputo 2, un plan de sortie de crise. Ces accords signés, un nouveau gouvernement de consensus et d'union nationale a été nommé, dirigé par le Premier ministre Camille Vital. Une feuille de route est signée en septembre 2011 par tous les membres du gouvernement de transition, dont l'objectif est de mener le pays vers des élections libres et vers une sortie de la crise. La communauté internationale impose à la présidence de transition de gouverner quatre mouvances politiques, ce qui handicape lourdement les avancées et empêche la mise en place de grands chantiers.
Son mandat est caractérisé par la gestion tendue de la crise malgache de 2009 : faire accepter aux partis politiques du pays le nouveau gouvernement, s'aligner avec les arbitres internationaux pour débloquer les sanctions liées à la prise de pouvoir sans élection démocratique, et organiser une nouvelle élection présidentielle qui symbolise la sortie de la crise. L’élection présidentielle a lieu en 2013. Le MAPAR, la nouvelle formation politique d'Andry Rajoelina, appuie la candidature d'Hery Rajaonarimampianina qui remporte les scrutins et accède à la présidence.
Entre 2009 et 2013, dans un contexte de forte instabilité politique due à la crise, la croissance du PIB est moins forte qu'auparavant. La proportion de la population vivant sous le seuil de pauvreté augmente de quelque 10 points de pourcentage pour s'établir à 92 % en 2013, tandis que d'autres indicateurs se détériorent (augmentation de la malnutrition aiguë chez les enfants et du nombre d'enfants non-scolarisés) et que des problèmes sociaux s'accroissent (insécurité, chômage, inflation, affaiblissement de l’état de droit, progrès limités sur le front anti-corruption). Les recettes du tourisme, une des principales ressources économiques à Madagascar, ont diminué de 50 %, en 2009, en raison de l'instabilité politique.
Plusieurs actes de mutineries interviennent dans l'armée, qui l'a porté au pouvoir en 2009. Un affaiblissement de la liberté de la presse est soulignée, avec l'arrestation ou l’intimidation de journalistes,. Selon le journal La Dépêche de Madagascar et l'ONG Transparency International, Andry Rajoelina, ainsi que Marc Ravalomanana et Hery Rajaonarimampianina, ont facilité les exportations de masse de bois de rose vers la Chine.
L'essayiste Olivier Vallée met en avant les réalisations « plutôt exceptionnelles » sous le régime de Rajoelina au vu de l'isolation économique post-crise : création d'hôpitaux dans les grandes villes (avec l'aide des Chinois), extension du réseau routier, augmentation du nombre de fonctionnaires et de militaires.

#### Fin de mandat

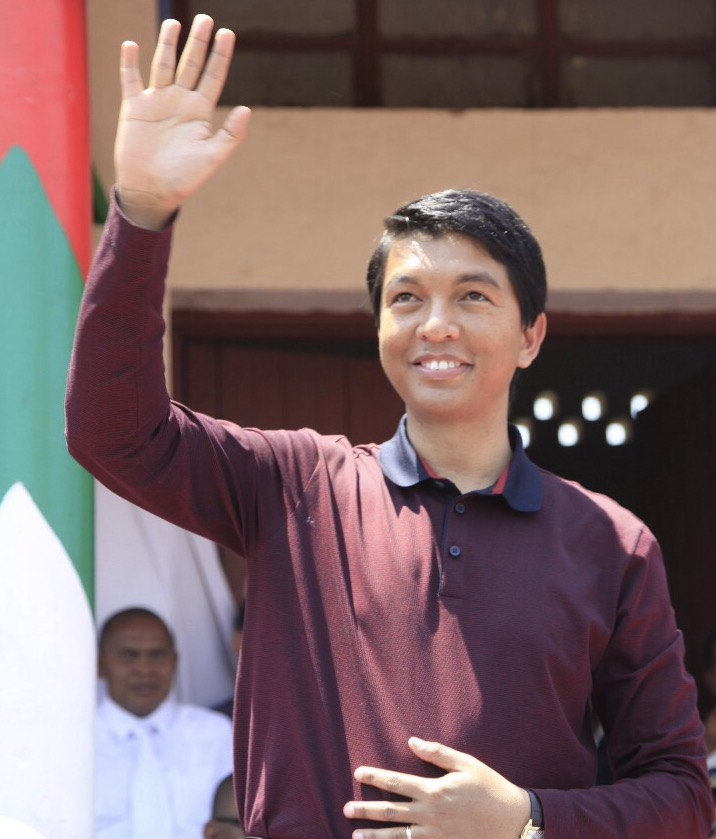
Andry Rajoelina en 2012.

En janvier 2013, il annonce sa décision de ne pas se présenter à l'élection de 2013. En mai 2013, il revient sur cette décision et présente sa candidature. En août 2013, un tribunal électoral spécial statue que sa candidature est invalide et qu'il n'est pas autorisé à se présenter aux élections de 2013. Après quatre ans de « transition », l'élection présidentielle couplée à des élections législatives est organisée fin 2013. En accord avec la communauté internationale, le président Rajoelina renonce à se porter candidat à la condition que son adversaire, l'ancien président Marc Ravalomanana alors en exil en Afrique du Sud, renonce lui aussi à se présenter (règle du « Ni-Ni »). Les partisans d'Andry Rajoelina se regroupent au sein d'une plate-forme dénommée Ensemble avec Andry Rajoelina (MAPAR). Il apporte son soutien à la candidature de son ministre des Finances, Hery Rajaonarimampianina. Le MAPAR obtient la majorité des sièges à la nouvelle Assemblée nationale tandis que Hery Rajaonarimampianina accède à la magistrature suprême au second tour. L'accession d'un président démocratiquement élu marque officiellement la sortie de la crise politique malgache qui aura duré quatre ans,. La passation de pouvoir a lieu le 24 janvier 2014.

### Victoire à l’élection présidentielle de 2018
Andry Rajoelina se distance rapidement d'Hery Rajaonarimampianina, qui opte pour une politique de réconciliation avec le clan Ravalomanana. Fin 2014, Andry Rajoelina se met en retrait de la vie politique et s’établit en France. Le 26 janvier 2018, il présente à Paris un projet pour le développement de Madagascar, l'« Initiative pour l’émergence de Madagascar » (IEM). Il déclare à cette occasion : « il faut sortir de l’improvisation qui a caractérisé les mandats précédents, à commencer par le mien ».
Le 1er août 2018, il annonce qu'il se porte candidat à l'élection présidentielle de 2018. Pendant la campagne, il assure pouvoir rattraper le retard économique du pays (5e pays le plus pauvre du monde) en cinq ans, et refaire de Madagascar un pays exportateur de riz. Son plan économique repose en partie sur une exploitation plus importante et plus équitable des minerais sur la Grande île. Son programme comprend également la transformation des provinces de Tamatave et Mahajanga en « Miami et Côte d'Azur » des côtes malgaches et « vouloir continuer à recourir aux aides internationales notamment pour les projets sociaux et d’infrastructures ».Il est qualifié de populiste par l'essayiste Olivier Vallée et par la journaliste malgache Lova Rabary-Rakotondravony.
Il arrive en tête du premier tour avec 39,2 % des voix, devant l'ancien président Marc Ravalomanana (35,4 %). Le débat télévisé présidentiel de l'entre-deux-tours est diffusé dans le pays le 10 décembre. Au second tour, il l'emporte avec 55,7 % des suffrages. La Cour constitutionnelle le proclame vainqueur le 8 janvier 2019, et Ravalomanana concède sa défaite le lendemain,.

### Premier mandat de président de la République

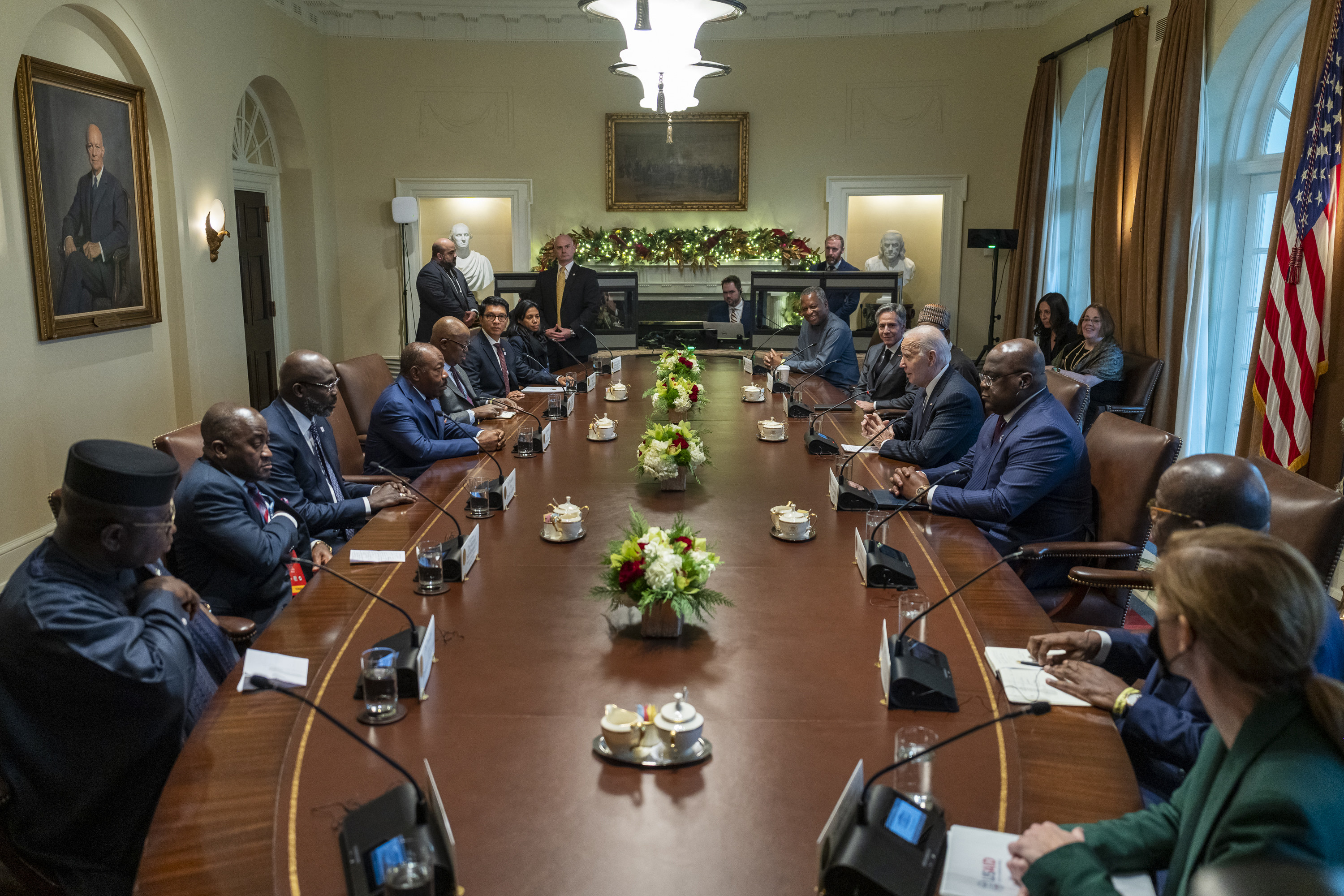
Andry Rajoelina à une réunion de présidents africains avec le président américain Joe Biden en 2022

Andry Rajoelina prend ses fonctions le 18 janvier 2019. La cérémonie d'investiture a lieu le lendemain, 19 janvier, au grand stade de Mahamasina,. Le 24 janvier, il nomme un gouvernement majoritairement constitué de technocrates. Son plan de développement pour le pays (« Plan pour l'émergence de Madagascar ») obtient le soutien financier de la Banque mondiale, qui promet de débloquer 392 millions d'euros.
Après que son projet de référendum constitutionnel, dans lequel il proposait la suppression du Sénat, a été refusé par la Haute Cour constitutionnelle, il décide, le 22 mai 2019, de modifier par ordonnance la loi relative au fonctionnement du Sénat, faisant passer le nombre de sénateurs de 63 à 18. Cette mesure, qu’il justifie par le souhait de faire des économies budgétaires, est critiquée par l'opposition.

#### Pandémie de Covid-19

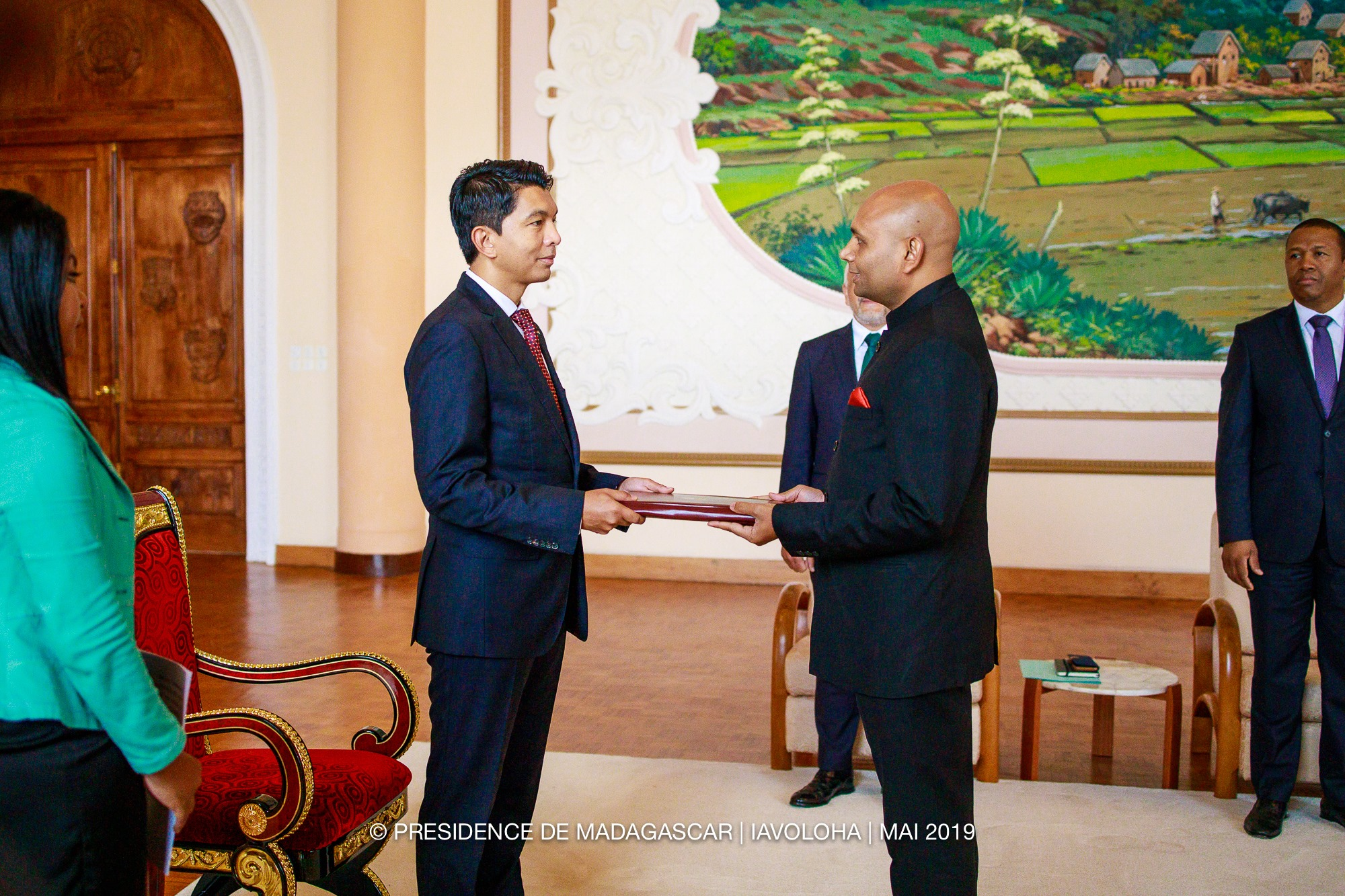
Andry Rajoelina et l'ambassadeur indien Abhay Kumar en mai 2019

Le 8 avril 2020, pendant la pandémie de Covid-19, et contre l'avis de la communauté scientifique malgache, Andry Rajoelina annonce la découverte d'un remède traditionnel amélioré composé de plantes médicinales malgaches. Le liquide a été élaboré à partir d'Artemisia annua et de plantes endémiques. Le 20 avril, Andry Rajoelina lance, au côté de l'Institut malagasy de recherches appliquées (IMRA), le remède traditionnel « Covid-Organics » nommé en malgache « Tambavy-CVO », ce qui signifie « tisane bio ». Bien que ce prétendu remède n'a pas fait l'objet d'essais cliniques appropriés et qu'aucune donnée évaluée par des pairs n'existait, le produit est distribué massivement à la population malgache.
Dans un premier temps, l'OMS appelle Madagascar à réaliser des tests cliniques sur le Covid-Organics, puis annonce sa collaboration avec l'État malgache pour la réalisation de l'observation clinique après signature d'une clause de confidentialité sur la recette du Covid-Organics. Le Monde note cependant que le breuvage est « présenté, sans preuve scientifique, comme une solution face à l’épidémie de Covid-19 » ; le journal rapporte également que même « l'IMRA se montre prudent sur les vertus curatives du CVO ». L'Académie nationale de médecine de Madagascar (ANAMEM) est également sceptique face à l'efficacité du produit.
Le 19 août 2020, il adresse aux partenaires techniques et financiers de Madagascar un courrier dans lequel il appelle à l’aide la communauté internationale pour du matériel de protection supplémentaire ainsi que des respirateurs. Le ministre de la Santé, qui a aussi sonné l'alerte concernant la « flambée épidémique » et « la multiplication des formes sévères de la maladie » sur la Grande Île, a été renvoyé et le gouvernement a été remanié le lendemain.
En mai 2021, le variant sud-africain atteint Madagascar et le président Andry Rajoelina affirme qu'aucun vaccin n'est efficace contre lui malgré le fait que les données scientifiques disponibles à l'époque disaient le contraire,,.
Le 4 avril, Arphine Helisoa (le pseudonyme d'Arphine Rahelisoa), directrice de la publication et journaliste d'opposition au journal Ny Valosoa, est placée en garde à vue dans l'attente d'un procès, accusée de diffusion de fausses nouvelles après avoir été accusée d'avoir critiqué la gestion de la pandémie par le président et « d'incitation à la haine » envers le président Rajoelina. Arphine Rahelisoa est libérée après un mois de détention.
Après l'annonce du dépassement du « pic » par le président de la République, Madagascar entame un déconfinement progressif. Andry Rajoelina lance plusieurs projets ainsi qu'une campagne de distribution d'aides sociales dans la région de Vakinankaratra.

#### Tentative d'assassinat de 2021

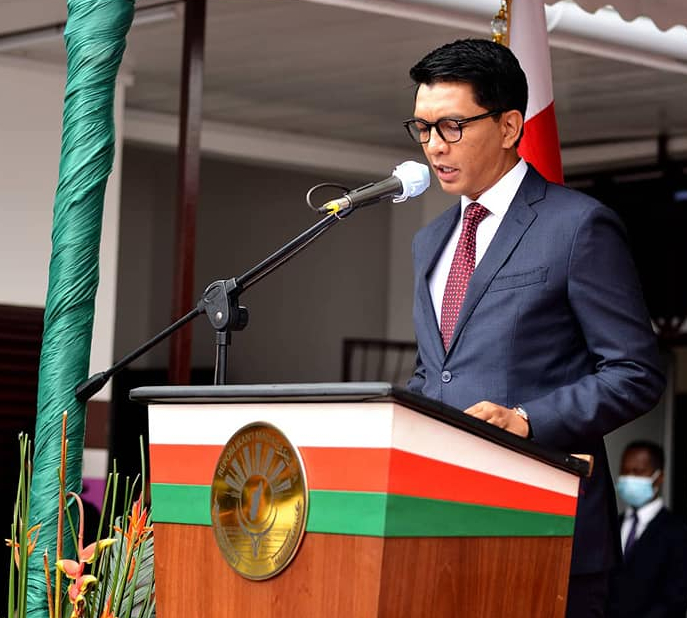
Andry Rajoelina en février 2021

Le 22 juillet 2021, le parquet malgache annonce avoir déjoué une tentative d’assassinat d’Andry Rajoelina et arrêté plusieurs personnes « étrangères et malgaches », parmi lesquelles se trouvent deux Français, dont un ancien colonel de l’armée française, Philippe François, selon des sources diplomatiques,. Le nom de Paul Maillot Rafanoharana est aussi avancé par les enquêteurs ; il avait été cité pour remplacer le Premier ministre, Christian Ntsay, lors d’un éventuel remaniement ministériel.

#### Famine de 2021
En juin 2021, une grave sécheresse plonge dans l'insécurité alimentaire des centaines de milliers de personnes, certaines estimations faisant état de plus d'un million de personnes, dans le sud du pays. Fin juillet 2021, des médias tels qu'Al Jazeera et le magazine Time qualifient la situation dans le sud de l'île de « famine », perçue comme une conséquence directe du changement climatique,. Selon Aryn Baker, correspondante internationale spécialisée sur l'environnement et le climat pour le Time, l'île serait ainsi la première dans l'histoire à souffrir d'une famine causée uniquement par ces changements climatiques.
Andry Rajoelina annonce conjointement un plan de lutte contre la faim avec l'ambassadeur américain dans le pays, Michael Pelletier. Entre autres mesures, Rajoelina met en place la distribution de réchauds à gaz butane pour remplacer le charbon de bois comme alternative pour les habitants des zones les plus pauvres du pays. Cette mesure atteint un total de 15 000 ménages.
Gaëlle Borgia, chercheuse d'investigation et journaliste, avait déclaré que les signes de la situation d'insécurité alimentaire étaient visibles bien avant 2020 et avait prévenu que si les autorités malgaches semblaient réticentes à admettre la situation, il était difficile d'ignorer les multiples alertes enregistrées depuis des mois, dont celle des Nations unies. Le président malgache est aussi interpellé par d'autres journalistes qui l'accusent d'inaction face à la situation.
En août 2021, la crise alimentaire a été attribuée comme étant la première famine causée par le changement climatique et non par un conflit, selon Shelley Thakral, fonctionnaire du PAM

#### Importation d'espèces exotiques
Devant le Forum des investissements pour l’émergence de Madagascar, le 22 octobre 2022, il propose plusieurs projets pour développer le tourisme à Madagascar comme l'exonération de taxes sur le secteur du tourisme ou la construction d'infrastructures hotellières. Inspiré par le film d'animation Madagascar, il propose également l'exonération de taxes pour l'importation d'espèces exotiques comme des girafes, des éléphants ou des lions dans des réserves et des hôtels de luxes,,. Cette proposition est critiquée par des spécialistes en biodiversité mettant en avant la diversité naturelle unique du pays et pointant du doigt le risque introduction d'espèces invasives exogènes ainsi que la détérioration de l'écosystème malgache,.

### Démission et élection présidentielle de 2023

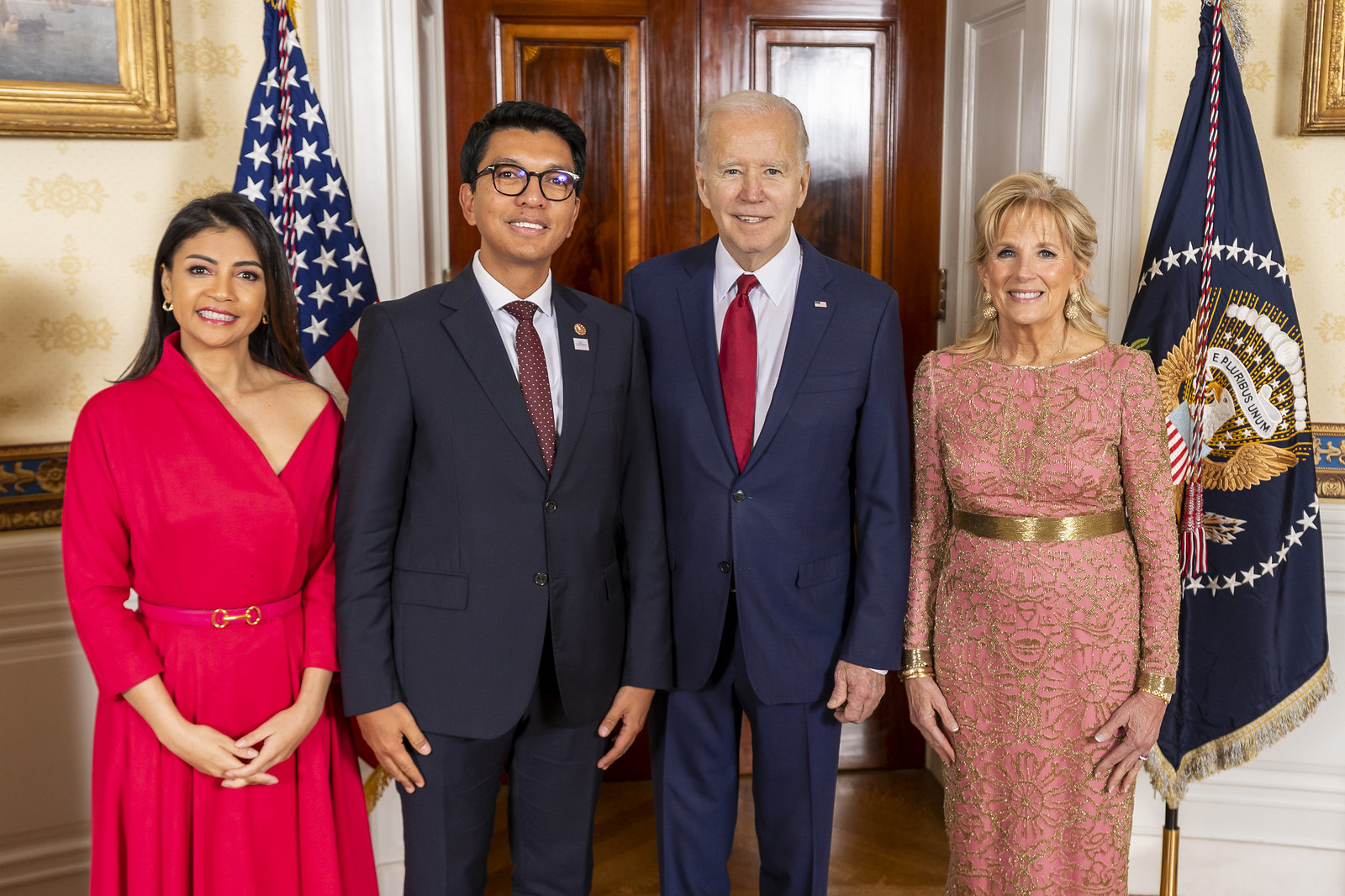
Rajoelina avec le président américain Joe Biden et leur épouses respectives.

Une fois sa candidature validée par la Haute Cour constitutionnelle (HCC), il démissionne le 9 septembre 2023 afin de pouvoir se présenter à sa réélection, comme la Constitution l’exige. Conformément à cette dernière, le président du Sénat, Herimanana Razafimahefa devait assurer l'intérim mais celui-ci y renonce « pour raisons personnelles ». L'intérim est par conséquent assuré de manière collégiale par le gouvernement Ntsay III.
Le 9 octobre, cependant, Razafimahefa déclare que sa lettre de renonciation auprès de la HCC s'est faite sous les pressions et les menaces de mort de membres du gouvernement. Il annonce par conséquent vouloir faire annuler cette lettre afin d'assurer l'intérim. Trois jours plus tard, les sénateurs réunis en session extraordinaire sur convocation du Premier ministre Christian Ntsay le destituent de la présidence du Sénat pour « déficience mentale » avant d'élire le lendemain Richard Ravalomanana à sa place, malgré la publication par Razafimahefa d'un examen médical le déclarant sain d'esprit. Le 27 octobre, Richard Ravalomanana assume l'intérim de la présidence en tant que nouveau président du Sénat. Ces évènements provoquent les critiques de l'opposition et l'inquiétude de la communauté internationale pour le bon déroulement du scrutin,,.
La présidente de l’Assemblée nationale, Christine Razanamahasoa, appelle le 9 novembre 2023 à la suspension du processus électoral à l'issue d'un dialogue engagé avec l'opposition sous la médiation du conseil œcuménique des Églises chrétiennes. Le gouvernement réagit le jour même en qualifiant la demande d'« idée farfelue », jugeant que « rien ne justifie » de procéder à un report du scrutin. Toujours en novembre 2023, Razanamahasoa demande officiellement à la Communauté de développement de l’Afrique australe (SADC) de lui venir en aide et d’« agir en conséquence » pour permettre « un report de l’élection » présidentielle et convaincre le président sortant, Andry Rajoelina, candidat à un nouveau mandat, « de s’asseoir à la table des négociations pour discuter des règles permettant de garantir une élection juste et acceptée par tous ».
Éligible pour un second mandat, Andry Rajoelina est affaibli par des années de mandat marquées par les crises sanitaires, sociales et économiques liées à la pandémie de Covid-19, l'invasion de l'Ukraine par la Russie et une sécheresse qui provoque une famine sur l'île. Le président sortant conserve néanmoins une importante popularité et peut s'appuyer sur un bilan économique qui le voit bénéficier de la confiance des grandes institutions internationales. Rajoelina axe en conséquence sa campagne sur son bilan socio-économique, auquel il associe son « Plan Émergence Madagascar » (PEM).
Contestant le contexte et la tenue des élections, le collectif des 10, puis des 11 candidats à la présidentielle organisent des manifestations de grande ampleur, dont une réunit le 21 octobre près de 50 000 partisans au  Coliseum d'Antsonjombe, dans la capaitale Antananarivo. Plusieurs de ces manifestations seront réprimé violemment par les forces de l'ordre, faisant plusieurs blessés. Le gouvernement procède à ces occasions à des arrestations arbitraires de manifestants, des violations de domiciles et des jets de bombe lacrymogène aux alentours immédiats d’écoles et d’hôpitaux.
Plusieurs observateurs internationaux dont le Bureau des droits de l’homme des Nations unies dénoncent une usage disproportionné de la force et le nom respect des droits humains, notamment les droits à la liberté d'expression, d'association et de réunion,.
Après une campagne électorale marquée par le boycott de la quasi totalité des opposants de Rajoelina, la Commission électorale nationale indépendante (Ceni) annonce le 25 novembre 2023 la victoire du président sortant dès le premier tour avec un peu moins de 59 % des voix. Comme attendu au cours de la campagne, les candidats ayant boycotté le scrutin déclarent ne pas reconnaître les résultats de ce qu'ils appellent « un simulacre d'élection organisée de force ». Le 1er décembre 2023, La Haute Cour constitutionnelle (HCC) valide définitivement la victoire du président sortant,,.
Le compte-rendu de la mission d'observation électorale de la Communauté de développement de l’Afrique australe (SADC) ne souligne aucun problème majeur. À l'inverse, celui mené par l’observatoire de la société civile Safidy, qui réunit 5 000 observateurs sur le terrain, relève une « prolifération de mauvaises pratiques électorales à l’échelle nationale ». Des électeurs auraient ainsi votés sans carte d'identité ou carte d'électeurs, la présence d'encre indélébile sur leurs doigts insuffisamment vérifié et le transport du matériel électoral non sécurisé. Surtout, l'observatoire fait le constat de nombreuses irrégularités commises, en particulier par les équipes du président sortant, Andry Rajoelina, notamment l'achat de voix. Les partisans du président aurait ainsi profité du programme d'aide sociale aux ménages vulnérables pour promettre 100 000 Ariary (environ 20 euros) en échange de leur voix. L'équipe de campagne de Rajoelina réagit en accusant Safidy de partialité, qualifiant son rapport de « tendancieux » et dénué de preuves.
La branche malgache de Transparency International accuse le parti présidentiel d'avoir utilisé illégalement les données personnelles fournies par des chefs de quartier pour procéder à des distributions ciblées de nourritures dans plusieurs localités. L'ONG dénonce l'utilisation des moyens de l’État à des fins de campagne électorales. Elle qualifie également les élections de « hold-up » et de « triomphe de la corruption, de l’argent et de la complaisance sur la démocratie », tout en accusant aussi la communautés international d'inaction et de complaisance. Les observateurs internationaux n'ont pour leur part constatés que « quelques manquements et imperfections », qui ne remettent pas en cause le bon déroulement et la crédibilité du scrutin,.

### Second mandat de président de la République
Son investiture intervient le 16 décembre 2023, en présence de dirigeants africains tels qu'Azali Assoumani, Macky Sall, Paul Kagame, Emmerson Mnangagwa et Pravind Jugnauth.
En mai 2025, Andry Rajoelina a réaffirmé l'intention de se rendre lui-même sur les îles Éparses, îles françaises bordant les eaux malgaches, tout en privilégiant la voie du dialogue pour résoudre ce contentieux de plusieurs décennies, après l'époque impériale européenne, en Afrique.

## Polémiques

### Acquisition de la nationalité française
En juin 2023, quelque mois avant l'élection présidentielle, des documents fuitent concernant l'acquisition en 2014 de la nationalité française par Andry Rajoelina, sa femme et leurs trois enfants,. Bien que la binationalité soit alors courante dans le pays, cette dissimulation de 2014 à 2023 est alors jugée politique, l'association avec l'ancienne puissance coloniale allant à l'encontre de la politique nationaliste du président, qui le voit notamment revendiquer les îles Éparses françaises,,.
La révélation de sa binationalité conduit Rajoelina à être vivement critiqué par l'opposition, qui dénonce une « trahison », une « faute morale » et demande sa destitution. L'article 46 de la constitution impose en effet à un candidat à la présidentielle d'avoir la nationalité malgache. Or, l'article 42 du Code de la nationalité malgache prévoit la perte de la nationalité pour un Malgache majeur qui en acquiert volontairement une autre. La question se pose alors de savoir si cette nationalité a été obtenue automatiquement par filiation de son grand-père, comme le président l'affirme, ou sur demande. Ce deuxième cas de figure correspondrait alors à l'acquisition volontaire décrite par le code de la nationalité, et donc à la perte de celle malgache. Cette possibilité est mise en avant par l'opposition, qui avance que l'élection du président 2018 n'aurait par conséquent pas été constitutionnelle,,. Rajoelina réagit en rappelant son appartenance au peuple malgache, affirmant que « Personne ne peut enlever ni changer le sang malgache qui coule dans nos veines. »,.
Cette question conduit à l'ouverture fin juin 2023 d'une enquête parlementaire, suivie de l'interpellation de la Haute Cour Constitutionnelle par un collectif de citoyens de la diaspora,. Le 24 août 2023, la Haute Cour juge irrecevable la demande d'invalidation de la candidature de Rajoelina en 2018, le délai prévu pour le dépôt d'une contestation des résultats étant largement dépassé, et Andry Rajoelina ne s'étant pas rendu coupable de manœuvre frauduleuse car n'ayant pas agi pour empêcher la divulgation du décret du gouvernement français. La Haute Cour juge également qu'elle n'est pas compétente pour prononcer la déchéance de nationalité du président, cette compétence appartenant au pouvoir réglementaire de l’exécutif, à qui il appartient d'en faire le constat par décret. La décision, qui intervient la veille de l'ouverture du dépôt des candidatures pour l'élection présidentielle, est perçue comme un feu vert pour une candidature du président à sa réélection.

### Mise en accusation de sa directrice de cabinet pour corruption
Le 10 août 2023, Romy Voos Andrianarisoa, directrice de cabinet à la Présidence de la République, est arrêtée à Londres pour tentative de corruption. La NCA, l'agence britannique chargée de la lutte contre le crime organisé, lui reproche d'avoir cherché à obtenir un pot-de-vin auprès de Gemfields, une société minière britannique, en échange de licences d'exploitation de saphirs et d'émeraudes à Madagascar. Avec Philippe Tabuteau, un ressortissant français à la tête d'une société spécialisée dans le conseil aux entreprises et aux gouvernements qui fait aussi partie de l'entourage d'Andry Rajoelina, Romy Voos Andrianarisoa auraient réclamé la somme de 250 000 francs suisses, soit 260 000 euros, ainsi qu'une participation de 5% dans le capital de Gemfields. Selon les accusations, ils ont demandé deux versements, en liquide, en or ou en pierres précieuses : un premier de 125 000 francs suisses, pour organiser une rencontre avec le président malgache, Andry Rajoelina ; et un second du même montant pour aider à « faire passer la législation nécessaire au Parlement malgache pour permettre à Gemfields de débuter ses opérations minières ». C'est la société Gemfields qui a signalé cette tentative de corruption à la NCA.
À la révélation de l'arrestation de sa directrice de cabinet, Andry Rajoelina « relève de ses fonctions avec effet immédiat » Romy Voos Andrianarisoa le 15 août. Il affirme « ignorer les raisons de son déplacement au Royaume-Uni » parce que celle-ci avait posé des congés du 9 au 22 août. Toutefois, il est révélé au cours des investigations que Romy Voos Andrianarisoa avait voyagé jusqu’à Londres avec son passeport de service.
Le 24 août, Romy Voos Andrianarisoa demande une libération sous caution, qui lui est refusée. Le juge estime que les risques de fuite étaient trop importants, en partie parce qu’il n’existe pas de traité d’extradition entre le Royaume-Uni et Madagascar. Elle devrait rester en prison, de même que Philippe Tabuteau, jusqu’à son procès.
Après avoir une première fois plaidé non coupable en septembre, Romy Voos Andrianarisoa plaide finalement coupable le mois suivant.

### Predator Files
En octobre 2023, le journal Mediapart révèle que la présidence malgache a acquis le logiciel espion Predator en 2021. Une enquête de l’Office central de lutte contre les crimes contre l'humanité, les génocides et les crimes de guerre (OCLCH) établi que  les dirigeants de Nexa et d’Intellexa ont exporté à la présidence malgache, sans aucune autorisation, du matériel et des logiciels permettant de pirater les téléphones. Il s’agit d’une « transaction illicite, réalisée en l’absence de contrat [et] d’autorisation »,
.
Le logiciel espion a été acquis dans le but de « combattre la corruption » mais les opérations de piratage ont été utilisés pour espionner plusieurs opposants politiques, dont le journaliste d’opposition, Roland Rasoamaharo qui fut par la suite emprisonné. D'autres arrestations ont eu lieu après l'utilisation du logiciel espion.
D'après deux enquêtes technique, Predator a aussi été utilisé par le pouvoir malgache pendant les élections de 2023.

## Publication
- Par amour de la patrie, Neuilly-sur-Seine/14-Condé-en-Normandie, Michel Lafon, 9 octobre 2018, 254 p. (ISBN 978-2-7499-3875-2)[67].

## Distinctions

### Distinctions honorifiques

#### Nationales
- Grand cordon de l'ordre national Malagasy (2019)
- Grand-croix 1re classe de l'ordre national Malagasy (2009)

#### Étrangères
- Médaille d'Amílcar Cabral (Guinée-Bissau)(2024)

### Prix et récompenses
- 2003 : Trophée du jeune entrepreneur, décerné par la banque BNI Crédit lyonnais Madagascar[150].
- 2020 : nommé champion de la lutte contre la malnutrition par la Banque africaine de développement, en marge du sommet de l'Union africaine[151].